# Wengyang (köpinghuvudort i Kina, Zhejiang Sheng, lat 28,03, long 120,97)
Wengyang (kinesiska: Weng-ch’iang-chieh, 翁垟, 翁垟镇, 九房) är en köpinghuvudort i Kina. Den ligger i provinsen Zhejiang, i den östra delen av landet, omkring 260 kilometer söder om provinshuvudstaden Hangzhou. Antalet invånare är 56 887. Befolkningen består av 27 723 kvinnor och 29 164 män. Barn under 15 år utgör 15,0 %, vuxna 15-64 år 76 %, och äldre över 65 år 8,0 %.
Närmaste större samhälle är Liushi, 7,0 km väster om Wengyang. 
Genomsnittlig årsnederbörd är 2 049 millimeter. Den regnigaste månaden är juni, med i genomsnitt 283 mm nederbörd, och den torraste är juli, med 78 mm nederbörd.